# Homi K. Bhabha
Homi K. Bhabha (født 1. november 1949) er en indisk-amerikansk akademiker og kritisk teoretiker. Han er Anne F. Rothenberg professor i engelsk og amerikansk litteratur, samt direktør for Mahindra humanioracenter ved Harvard Universitet. Bhabha er en vigtig figur i post-koloniale studier i dag og har udviklet en række af feltets neologismer og koncepter, som for eksempel hybriditet, forskel og ambivalens. Sådanne termer beskriver, ifølge Bhabha, måder hvorpå koloniserede mennesker har gjort modstand mod kolonisatorens magt. I 2012 modtog han Padma Bhushan prisen indenfor litteratur og uddannelse fra den indiske regering.

## Centrale idéer
- Ambivalens

Ved ideen om ambivalens ses kultur som bestående af modsatrettede forståelser og dimensioner. Bhabha mener, at denne ambivalens - denne dualitet der viser sig som et split i den kolonialiserede persons identitet - muliggør eksistensen af individer, der er en hybrid af egen kulturel identitet og kolonisatorens kulturelle identitet. Ambivalens er en af grundende til, at kolonial magt er karakteriseret af forsinkelse. Koloniale indikationer af autoritet får først mening efter det "traumatiske scenarie af kolonial forskel, kulturel eller racemæssig, returnerer magtens øje til et tidligere arkaisk billede eller identitet. på paradoksalt vis kan et sådant billede hverken være 'originalt' - i kraft af den gentagelse som konstruerer det - eller identisk - i kraft af den forskel der definerer det"." Altså forbliver den koloniale tilstedeværelse ambivalent, splittet mellem sin fremtræden som original og autoritativ og dens artikulation som gentagelse og forskel. Dette åbner for den koloniale diskurs to dimensioner: den, der er kendetegnet ved opfindelse og mestering og den, der er kendetegnet af fordrivelse og fantasi.
- Hybriditet

En af Bhabhas centrale begreber er hybriditet, som han med grundlag i Edward Saids arbejde bruger til at beskrive forekomsten af nye kulturelle former fra multikulturalisme. I stedet for at se kolonialisme som et fænomen der udelukkende tilhører fortiden, viser Bhabha hvordan koloniale historier og kulturer konstant bryder ind i nutiden og forlanger, at vi ændrer vores forståelse af tværkulturelle relationer. Hans arbejde transformerede studier af kolonialisme ved at bruge post-strukturalistiske metodologier på koloniale tekster.
- Det tredje rum
- Mimicry

## Liv og uddannelse
Bhabha blev født i Bombay, Indien. Han studerede på britiske universiteter i Indien, hvorefter han skiftede til Chicago Universitet. Efter at have undervist ved afdelingen for engelske studier ved Sussex universitet i mere end ti år, modtog han et senior fellowship ved Princeton universitet, USA. Han var besøgende professor ved Pennsylvania universitet, hvor han gav en Richard Wright forlæsningsrække. Bhabha var fra 1997 til 2001 Chester D. Tripp professor i humaniora ved Chicago Universitet og derefter besøgende professor ved University College, London.

## Arbejde
Bhabha fokuserer på historiske og nutidige kontekster i sit arbejde. Han har især interesseret sig for post-strukturelle teoretikere så som Jacques Derrida og Michel Foucault.

## Kritik
Bhabha er ofte blevet kritiseret for hans og komplekse og - for mange læsere - næsten uigennemtrængelige skrivestil. I 1998 gav det videnskabelige tidsskrift Philosophy and Literature en andenplads til Bhabha i dens "Bad Writing Competition," der "fejrede" den værste slags skriftlige fremstilling i humaniora. Bhabha fik sin andenplads for en sætning fra hans bog The Location of Culture (1994):
If, for a while, the ruse of desire is calculable for the uses of discipline soon the repetition of guilt, justification, pseudo-scientific theories, superstition, spurious authorities, and classifications can be seen as the desperate effort to "normalize" formally the disturbance of a discourse of splitting that violates the rational, enlightened claims of its enunciatory modality.